# Barbra Streisand
Barbara Joan «Barbra» Streisand (Brooklyn, Nueva York, 24 de abril de 1942) es una cantante, compositora, actriz, productora y directora de cine estadounidense. A lo largo de su extensa carrera de más de seis décadas, sus logros en la música, el cine y el teatro la han convertido en un icono de la cultura estadounidense. Es una de las últimas estrellas supervivientes de la Época de Oro de Hollywood.
Tras una exitosa carrera como cantante durante los años sesenta, debutó en el cine con gran esplendor en el musical Funny Girl (1968), que la estableció como una intérprete de éxito y que le premió con su primer Óscar como mejor actriz.
Consolidó su carrera cinematográfica con las posteriores películas Hello, Dolly! (1969), The Way We Were (1973) y A Star Is Born (1976); esta última la hizo ganadora de un segundo Óscar como compositora, siendo la primera mujer en hacerlo. Debutó como directora con Yentl (1983), la primera película de gran calado en ser dirigida, producida, escrita y protagonizada por una mujer. También dirigió las exitosas cintas El príncipe de las mareas (1991) y El espejo tiene dos caras (1996).
Su trabajo en la música desde 1963 la ha convertido en una de las artistas musicales con mayores ventas de la historia y la de mayor éxito en los Estados Unidos, vendiendo 200 millones de discos en el mundo, 68.5 millones de ellos solamente en su país Estados Unidos. Es la única artista en ubicar 34 de sus álbumes en los primeros diez lugares de la lista Billboard 200 y la única en ubicar once de ellos en la cima, siendo además la única en ubicar alguno de sus álbumes en el número uno durante las pasadas seis décadas. Algunas de sus canciones más conocidas son: «The Way We Were» (1973), «Evergreen» (1976), «Woman in Love» (1980), «Memory» (1982) y «Somewhere» (1985).
Streisand ha ganado todos los premios importantes de la música, el cine y el teatro, y es una de las seis mujeres en ganar las máximas distinciones de la industria del entretenimiento. Entre sus premios y condecoraciones más importantes se encuentran: dos Óscar, nueve Globos de Oro (uno de ellos honorífico), diez Grammy (uno de ellos honorífico), cinco Emmy, y un Tony honorífico, el premio American Film Institute a toda una carrera, el premio Peabody, el Kennedy, la Medalla Presidencial de la Libertad y la Legión de Honor. Además cuenta con 14 certificaciones de multiplatino, 31 certificaciones de platino y 53 certificaciones de oro por sus discos.

## Biografía
Nació el 24 de abril de 1942 como Barbara Joan Streisand, en el seno de una familia judía en Williamsburg (Brooklyn), Nueva York. Su padre, Emanuel Streisand, profesor de gramática y literatura, murió a consecuencia de una negligencia médica tras sufrir un ataque epiléptico cuando ella tenía apenas quince meses. Su madre fue Diana Ida Rosen. Tiene un hermano mayor, Sheldon, agente inmobiliario y una media hermana, Roslyn Kind (también cantante), fruto del segundo matrimonio de su madre, Diana, que era secretaria en una escuela y que nunca respaldó el sueño de su hija de dedicarse al mundo del espectáculo, ya que no le parecía atractiva. Cursó estudios en el Colegio Beis Yakov y el Erasmus Hall High School de Brooklyn, donde se graduó cuarta en la promoción de 1959. Allí cantaba en el coro junto a Neil Diamond. También fue compañera y amiga del que después sería campeón mundial de ajedrez Bobby Fischer y tiene un hijo llamado Jason Gould.

## Carrera musical

### 1958-1961: inicios artísticos
Los deseos de Streisand de convertirse en actriz y cantante surgieron en 1956 cuando acudió a ver en Broadway la obra teatral El diario de Ana Frank. Para lograr su objetivo se inscribió en el verano de 1957 en un curso teatral, donde participó en The Teahouse of the August Moon, Desk Set y Picnic. Entre 1958 y 1960 tomó parte en varias producciones teatrales independientes off-off-Broadway y off-Broadway como Driftwood, The Insect Comedy, The Boyfriend y Another Evening with Harry Stoones.
Las perspectivas de su carrera comenzaron a mejorar en 1960 cuando, con la ayuda de su entonces novio Barry Dennen, ganó un concurso de nuevos talentos organizado en el club nocturno The Lion. A partir de ese momento realizó presentaciones como cantante en otros clubes neoyorquinos, entre ellos el Bon Soir y el Blue Angel. En 1961 realizó su primera aparición en la televisión; interpretó la canción "A Sleepin' Bee" en el programa de variedades The Tonight Show. A finales de ese año realizó actuaciones especiales en el programa televisivo presentado por el periodista Mike Wallace, PM East/PM West.
Debutó en Broadway el 20 de marzo de 1962 en el musical I Can Get It For You Wholesale, donde representó el papel de la Srta. Marmelstein. Su interpretación recibió críticas positivas de muchas fuentes. Posteriormente fue nominada al premio Tony por mejor actriz secundaria de un musical. En la primavera de ese año, Barbra entró por primera vez en un estudio profesional de grabación para registrar las canciones de I Can Get It For You Wholesale, donde, además de la cómica Miss Marmelstein, también interpretaba una espectacular What Are They Doing To Us Now?; aparte de colaborar en un par de números más junto a compañeros del reparto. El disco solamente llegó a la posición 125 de Billboard pero le dio la oportunidad, gracias a la insistencia del compositor de la obra, Harold Rome, de participar, un par de meses más tarde, en un disco homenaje por el 25 aniversario de la exitosa obra Pins And Needles, donde interpretó cinco solos y un cuarteto.

### 1962-1964: contrato con Columbia y primeras grabaciones

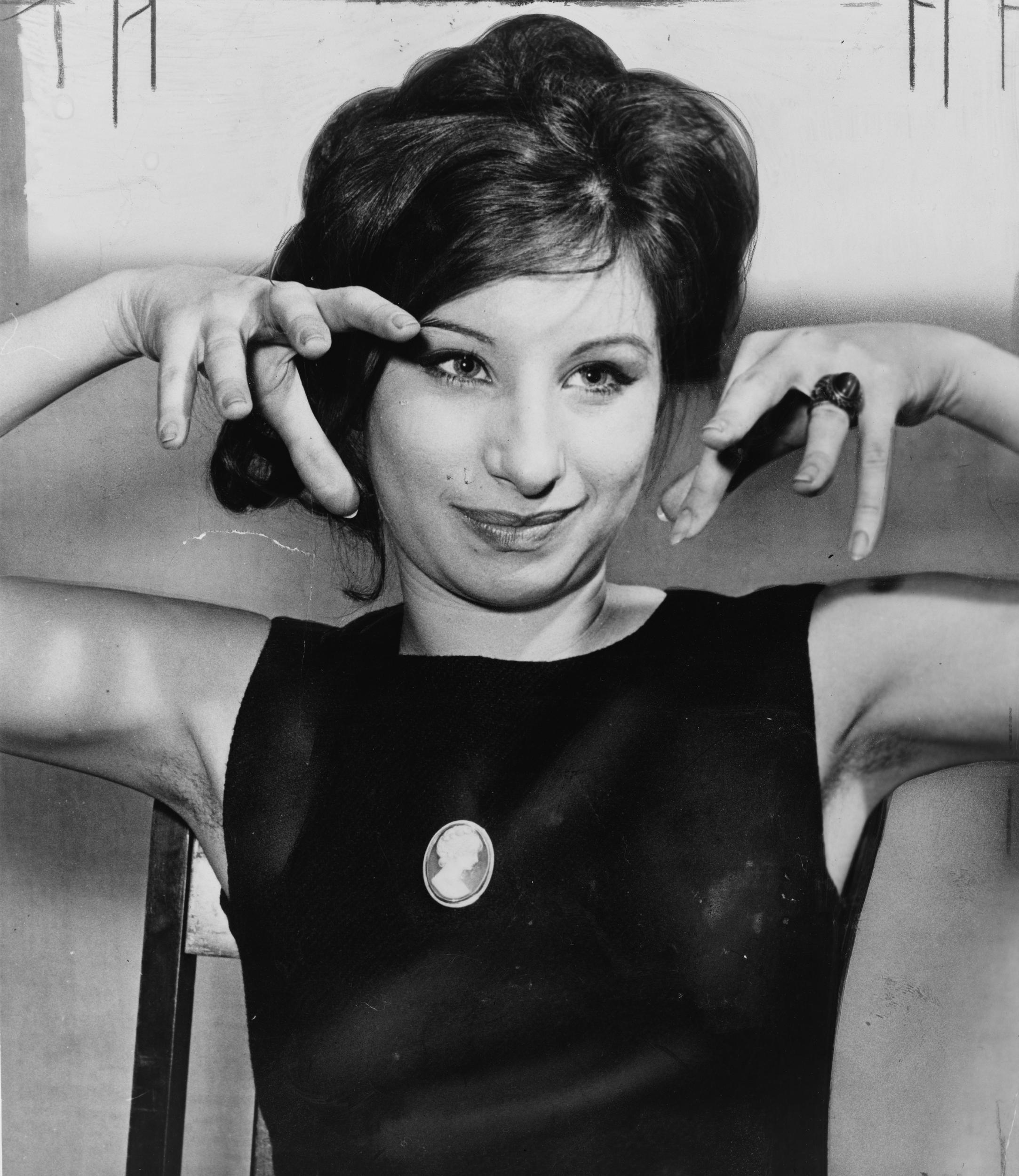
Barbra Streisand en 1962.

Goddard Lieberson, productor y presidente de la Columbia Records, quedó tan fascinado con Barbra por su trabajo en teatro, sus intervenciones en televisión y sus actuaciones en clubes, que cedió a la presión de su mánager Marty Erlichman (todavía hoy su mánager), en la única cláusula que otorgaba a Barbra: "absoluto control artístico" sobre la elección del material musical, algo sin precedentes hasta ese entonces en la industria discográfica. En cuanto firmó su primer contrato con Columbia Records, se empezaron a hacer planes para su primer álbum; de hecho, en noviembre de 1962, se grabaron tres de sus actuaciones en el Bon Soir con el fin de editar un disco, pero no contentos con el resultado prefirieron meterse en el estudio de grabación con el arreglista Peter Matz y un número muy pequeño de músicos, ya que el presupuesto era bastante bajo. El resultado fue su primer álbum, The Barbra Streisand Album, básicamente compuesto por las grabaciones en estudio de su repertorio de los clubes. Pronto se convirtió en el disco más vendido por una vocalista femenina en Estados Unidos, alcanzando el puesto número 8 de Billboard y obteniendo 3 premios Grammy, entre ellos el de Mejor Vocalista Femenina (Barbra se convirtió en la artista más joven en recibir este premio) y Mejor álbum. El disco se mantuvo durante 101 semanas en la lista de los más vendidos.
Con sus siguientes dos discos repetiría el mismo éxito de ventas, llegando en un momento a tener tres álbumes en las listas de los diez más vendidos de Billboard, en una época en que el rock'n roll y The Beatles dominaban las listas de éxitos.
En junio de 1963 grabó The Second Barbra Streisand Album que llegó al número 2 de Billboard. Continuó con la fórmula de grabar principalmente temas de su repertorio de actuaciones en directo. En enero de 1964, ya metida de lleno en los ensayos de Funny Girl, grabó The Third Album en el que mezclaba temas de su repertorio con temas de musicales americanos. Es un trabajo menos ecléctico, más relajado y reflexivo que los anteriores que se situó en el número 5 de Billboard.
Funny Girl de Jule Styne, obra musical de Broadway en la que Streisand interpretaba a Fanny Brice, fue un éxito rotundo desde el momento de su estreno el 26 de marzo de 1964. Para hacerse una idea del alcance de su éxito, Barbra fue portada de Time y Life. Volvió a ser nominada para un Premio Tony, esta vez como actriz principal. La obra se mantuvo en cartel con Barbra como protagonista hasta el 26 de diciembre de 1965. Entre abril y julio de 1966 la representó en Londres. El álbum con las canciones de Funny Girl llegó al número 2 de Billboard.
Desde entonces, Barbra no ha vuelto a actuar en ninguna otra obra de teatro.
En octubre de 1964, se editó People. El álbum fue su primer número 1 en USA, desbancando a los Beatles y manteniéndose en esa posición durante 5 semanas. Durante una semana de ese mes, los cinco últimos discos de Streisand figuraban en la lista Top200 de Billboard. People obtuvo 3 premios Grammy, entre ellos el de Mejor Interpretación Femenina.

### 1965-1968: el éxito multitudinario

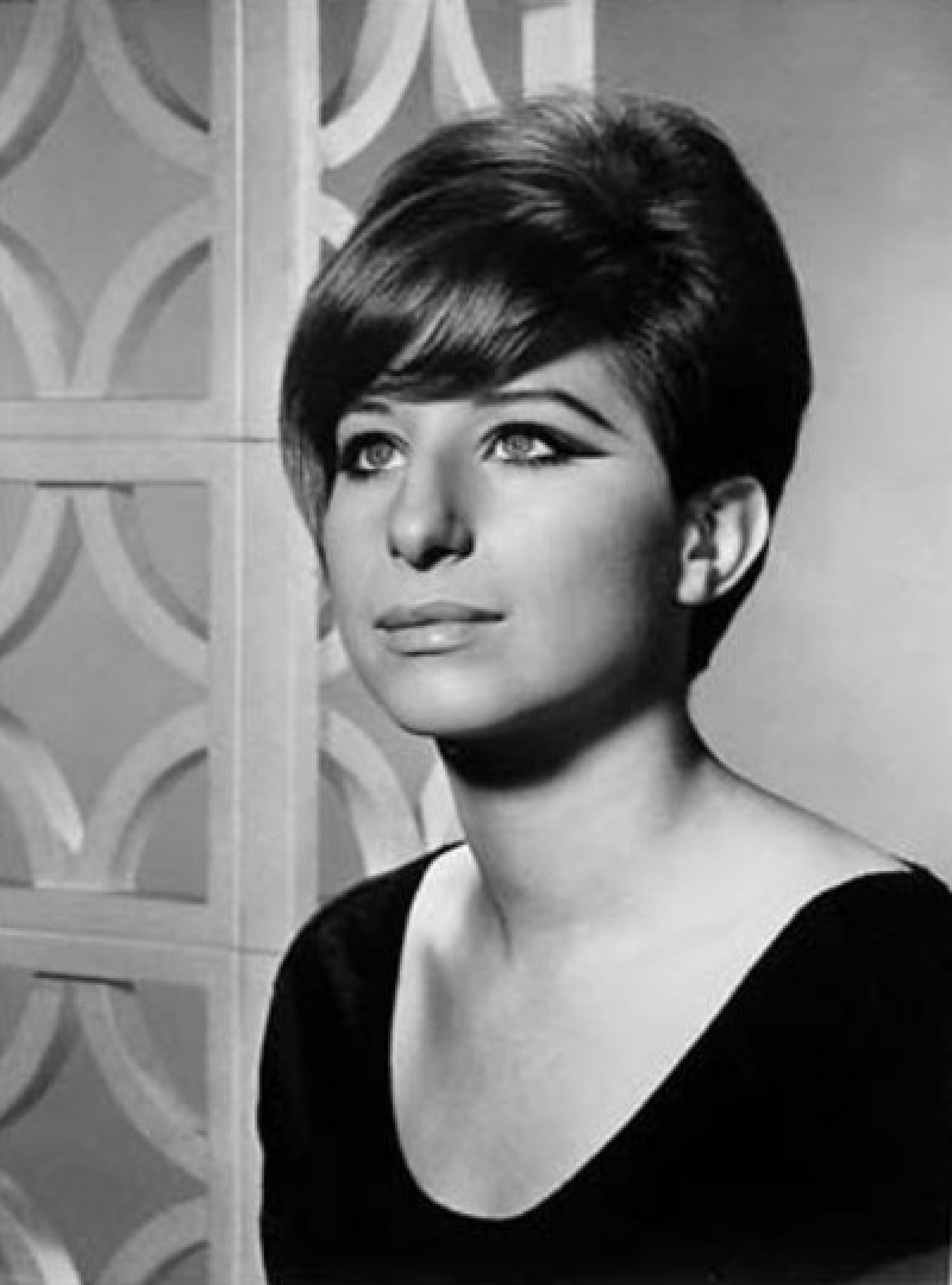
Barbra Streisand en My Name is Barbra (1965)

Barbra había aparecido innumerables ocasiones en programas de televisión entre 1961 y 1963, a veces como cantante y otras como excéntrica tertuliana. La última vez que apareció como cantante fue en octubre de 1963 en The Judy Garland Show. Unas interpretaciones y unas colaboraciones con Judy que dejaron huella en este medio. Sorprendentemente, y por primera vez en la historia, una artista invitada fue nominada al Emmy por la Mejor Interpretación de Variedades.
Su primer especial de televisión para la CBS fue My Name is Barbra en 1965; programa que catapultó su éxito a escala nacional, dándola a conocer como cantante y actriz; proporcionándole más reconocimiento de crítica. Este programa se convirtió en un hito tanto en la biografía de Barbra como en la historia de la televisión, al que además, hay que sumar cinco premios Emmy. El álbum con algunas de las canciones del especial más otras nuevas llegó al número 2. En este disco se incluye una extraordinaria versión de My Man!. Barbra volvió a ganar el premio Grammy por la Mejor Interpretación Femenina por tercer año consecutivo.
En noviembre de 1965 sale a la luz My Name is Barbra, Two con temas nuevos y el divertido medley Second Hand Rose del espectáculo televisivo. También alcanzó el número 2 de las listas. En marzo de 1966 se emite Color Me, Barbra, siguiendo la fórmula de 'One Woman Show', alcanzando un éxito igual al de su predecesor. El álbum llegó al número 3 de las listas de éxitos.
En noviembre de 1966 lanza Je m'appelle Barbra, primera colaboración con Michel Legrand con temas cantados en francés e inglés. El disco contiene la primera composición de Barbra Ma Premiere Chanson. El álbum llega al número 5. En abril de 1967 graba su tercer especial para la televisión, The Belle of 14th Street, inspirado en la época del vodevil. Por primera vez aparecían otros actores y cantantes compartiendo la pantalla con Barbra. Este especial no fue tan bien recibido como los dos anteriores. El disco con las canciones nunca fue publicado.
En noviembre de 1967, Barbra presenta dos álbumes, Simply Streisand, colección de estándares y de temas de musicales americanos que alcanzó el número 12 de las listas y A Christmas Album, disco que mezcla temas navideños con temas religiosos. Cabe destacar la desenfrenada Gingle Bells?, Silent Night y el Ave María de Gounod. El disco llegó al número 1 de los discos de temporada navideña.
En junio de 1967, ya inmersa en el rodaje de Funny Girl, cantó para una multitud de 135.000 personas (la mayor audiencia de la historia congregada para ver a un artista en solitario). Este se convertiría en su cuarto especial para la televisión A Happening in Central Park. El evento se convirtió en un gran éxito para Barbra, afianzando su leyenda de la cantante estadounidense más celebrada con apenas 25 años. El disco llegó a la posición 30 de Billboard.
A finales de los años 1960, Barbra, presionada por la Columbia empieza a cantar temas de compositores jóvenes haciendo sus primeros pinitos en el mundo del pop y del rock. Su primer y fallido intento fue con What About Today, editado en 1969, que solamente llegó a la posición 31.
En febrero de 1970 se editó Barbra Streisand's Greatest Hits que sólo alcanzó el puesto 32. Los gustos musicales habían cambiado drásticamente y Barbra ya no estaba vendiendo discos aunque, estaba trabajando en su transformación...
Con el éxito de "Stoney End" (número 10 en Billboard) publicado en febrero de 1971 obtuvo una legión de nuevos admiradores que descubrieron a una joven intérprete (29 años) que ya había conquistado todas las metas (Óscar, Emmy, Grammy, Tony), y que a veces hacía olvidar lo joven que era.
En septiembre publica Barbra Joan Streisand, que alcanza la posición 11, y cimentando su indudable transformación al campo pop y rock.
Ya desde mediados de los 60, Barbra demostró su apoyo al partido Demócrata. En abril de 1972, su afinidad por la causa liberal quedó plasmada en vinilo en su disco Live Concert at the Forum; un concierto para recaudar fondos para la candidatura del senador McGovern para la presidencia de los Estados Unidos y donde era capaz de pasar de sus temas más clásicos de los 60 como "People", "Don't Rain On My Parade" o "Happy Days Are Her Again"al rock más actual en temas como "Stoney End", "Where You Lead/Sweet Ispiration" o "Make Your Own Kind of Music", en un pabellón de deportes con 18.000 almas y humo de marihuana flotando en el aire. Barbra no dudó en hacer un número con porro incluido. El excitante disco llegó al número 19.

### 1973-1979:The Way We Werey renovación musical
En 1973, Streisand lanzó su decimocuarto álbum de estudio, Barbra Streisand...and other musical instruments. Dicha producción recibió críticas tibias y comercialmente fracasó. Para su promoción, se estrenó paralelamente un especial para televisión bajo el mismo título. Estrenado el 2 de noviembre de 1973 y emitido en la cadena CBS, el programa recibió una baja audiencia y críticas negativas. Ese mismo año, protagonizó el drama romántico The Way We Were, dirigida por Sydney Pollack. En la película, una pareja de estudiantes trata de permanecer juntos pese a los diferentes ideales políticos que poseen. El largometraje obtuvo críticas mayoritariamente positivas, aunque lo más destacado fue la química entre Streisand y Robert Redford, quien interpretó al novio del personaje, Hubbell Gardiner.

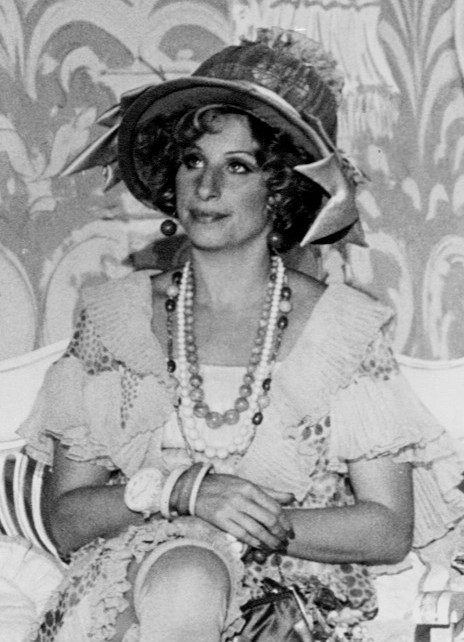
Barbra Streisand en 1975

En noviembre de 1974, y bajo la producción de su entonces amante y peluquero Jon Peters, lanza el álbum ButterFly, que, para sorpresa de todos los profesionales de la industria musical, logra una más que respetable posición 13 en Billboard. Ese mismo mes, se edita Lazy Afternoon, uno de sus discos más aclamados de los años 70 y su primera colaboración con Rupert Holmes, alcanzando la posición 12 en Billboard.
En febrero de 1976, mientras estaba inmersa en el rodaje de la nueva versión de Ha nacido una estrella (A Star Is Born),  publica Classical Barbra, una colección de música clásica interpretada por Streisand que dejó boquiabiertos a los críticos más exigentes del género, quienes llegaron a compararla con Victoria de los Ángeles. Este disco sorprendió al posicionarse en el puesto 46 entre los 200 álbumes de pop y rock de Billboard. Además, le valió a Streisand una nominación al Grammy como Mejor Cantante Clásica.
En junio de 1977 se presenta Streisand Superman, uno de los álbumes más roqueros de Streisand donde también se incluían dos temas no utilizados en Ha nacido una estrella. Otro éxito que se situó en el número 3 de las listas.
En mayo de 1978 se lanza Songbird, un álbum en el que, además del tema que le da nombre, destacan una enérgica versión de Tomorrow y una brillante interpretación en solitario de You Don't Bring Me Flowers. El disco alcanzó la posición número 12 en las listas. Ese mismo año, Eyes of Laura Mars, un thriller producido en 1978 por Jon Peters, dirigido por Irvin Kershner y protagonizado por Faye Dunaway y Tommy Lee Jones llegó a la gran pantalla. Streisand rechazó el papel principal, pero contribuyó con la inquietante canción Prisoner. 
En 1977, Neil Diamond había compuesto y lanzado la canción You Don't Bring Me Flowers. Al año siguiente, Gary Guthrie, un disc-jockey de radio, notó que tanto la versión de Diamond como la de Streisand estaban grabadas en la misma tonalidad y creó un dueto virtual, que rápidamente ganó popularidad. La respuesta del público fue tan abrumadora que ambos artistas se vieron obligados a grabar juntos una nueva versión del tema, que se convirtió en un éxito y alcanzó el número 1 en Billboard a finales de 1978. Aprovechando el éxito, Streisand presentó Barbra Streisand Greatest Hits Volume 2 (1978), un recopilatorio de sus mayores éxitos de los últimos ocho años. El álbum volvió a alcanzar el número 1, con ventas récord.
En octubre de 1979, apareció Wet, un álbum conceptual con canciones inspiradas en el agua. Alcanzó el puesto número 7 y fue un gran éxito, en gran parte gracias a la colaboración con Donna Summer en No More Tears (Enough Is Enough), un sencillo y maxi-single que llegó al número 1 y se convirtió en un clásico de la música disco.

### 1980-1984:Guilty,MemoriesyEmotion
En septiembre de 1980, publicó un álbum de estudio titulado Guilty. El disco fue un extraordinario éxito musical y de crítica, que alcanzó casi instantáneamente el número uno en Estados Unidos y en todos los países en donde fue lanzado, incluidos los mercados de Reino Unido, Francia, Nueva Zelanda, Austria, Canadá, Italia, España, Suecia, Países Bajos, Noruega y Australia. Fue certificado con cinco discos de platino en EE. UU. y ha vendido más de 20 millones de copias en todo el mundo, siendo el disco más vendido en la carrera de Streisand. En 1981, ganó junto al cantautor Barry Gibb, integrante del grupo Bee Gees, el Premio Grammy a la mejor actuación de un dúo o grupo pop por el sencillo homónimo. La canción llegó al puesto #3 de Billboard Hot 100. El primer sencillo fue "Woman in Love", el sencillo más exitoso de toda su carrera, que llegó a la posición #1 de Billboard Hot 100, donde se mantuvo durante tres semanas. Curiosamente, Barbra nunca ha interpretado este tema en directo. El álbum también incluye otros sencillos que se convirtieron en éxito en Estados Unidos y otras partes del mundo, como "What Kind of Fool", que interpretó a dúo con Barry, y "Promises".
A principios de 1981 se presentó All Night Long una comedia dirigida por Jean-Claude Tramont e interpretada por Gene Hackman. Streisand fue contratada para hacer un papel secundario por el que cobró la increíble cantidad 4 millones de dólares (por tres semanas de trabajo); algo inusitado en 1980. La película resultó ser un fracaso estrepitoso pero Barbra recibió algunas estupendas críticas de su inusual papel.
Desde 1980, Streisand, estaba inmersa en la preproducción de Yentl. El año siguiente no tenía tiempo de grabar ningún disco. Mientras estaba en Londres preparando su debut detrás de la cámara, grabó la canción "Memory" de la famosa obra musical Cats y "Comin' In And Out Of Your Life". Ambos temas solamente llegaron hasta el número 18 de las listas, pero "Memory" se ha convertido con el tiempo en un clásico de Streisand aunque ha sido interpretado por multitud de cantantes. El álbum recopilatorio que incluía estos dos nuevos temas y titulado Memories se situó en el número 10 de Billboard obteniendo, al igual que su antecesor cinco discos de platino en EE. UU. lo que demostraba que los fanes comprarían cualquier cosa con tal de que hubiera una o dos canciones nuevas.

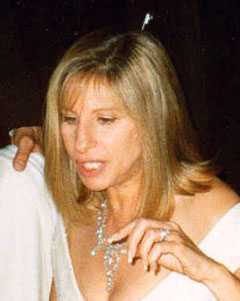
Barbra Streisand en la entrega de los premios Primetime Emmy de 1995.

En 1982, el crítico del New York Times, Stephen Holden, escribió que Streisand era "la cantante más influyente en la música estadounidense desde Frank Sinatra."

### 1985-1993:The Broadway AlbumyBack to Broadway
A mediados de 1985, la cantante lanzó al mercado The Broadway Album, que tuvo gran reconocimiento y llegó al puesto número uno de la lista Billboard 200. El disco estuvo compuesto por nuevas versiones de canciones pertenecientes al repertorio de diversos musicales de Broadway, como A Little Night Music y West Side Story. Incluyó los sencillos "Send in the Clowns" y "Somewhere"; se posicionaron en los puestos veinticinco y cinco de la lista Adult contemporary, respectivamente. Por este álbum ganó el premio Grammy en la categoría de "Mejor interpretación vocal pop femenina".

### 1993-1999: de vuelta a las giras de conciertos,Higher GroundyA Love Like Ours
En 1991, se presentó un set de 4 CD, Just for the Record, que cubría toda la carrera de Streisand. Incluía más de 70 grabaciones entre grabaciones en vivo, éxitos, rarezas, temas inéditos desde 1955, año en que con trece años grabó la canción "You'll Never Know" en un estudio para aficionados, hasta 1991.
Streisand ayudó considerablemente a Bill Clinton a llegar a la presidencia involucrándose como nunca recaudando fondos para la campaña electoral. Barbra Streisand fue la piedra angular en la gala inaugural el 20 de enero de 1992. Meses después grabó junto con Frank Sinatra el sencillo "I've Got a Crush on You" para el álbum Duets, el mayor éxito comercial del músico.
En septiembre de 1993, Streisand hizo públicos los preparativos para su primera gira de conciertos en veintisiete años. Los tickets para este tour limitado se vendieron en una hora. La gira fue una de las más rentables en la historia del mundo del espectáculo y fue calificada por la revista Time como "el evento musical del siglo". La artista encontró el éxito nuevamente en la televisión a mediados de 1995 con Barbra Streisand: The Concert, un especial grabado por la cadena HBO que se convirtió en uno de los conciertos más vistos de la historia. Este programa le proporcionó dos premios Primetime Emmy, en las categorías de "Mejor performance individual en un programa musical o de variedades" y "Mejor especial de comedia, variedades o música".
En septiembre de 2000, Streisand anunció que se retiraba de las actuaciones en vivo dando cuatro últimos conciertos, dos en Los Ángeles y dos en Nueva York. Su última interpretación de "People" fue retransmitida en Internet vía America Online.

### 2000-2022: Streisand en elsigloXXI
En 2001, Streisand lanzó Christmas Memories, un álbum de estudio con temática navideña. En 2005, presentó la esperada secuela de Guilty: Guilty Pleasures (comercializada como Guilty Too en el Reino Unido). Este proyecto marcó una nueva colaboración entre la artista y Barry Gibb.
En febrero de 2006, grabó Smile junto a Tony Bennett en su estudio privado en Malibú. La canción formó parte del álbum conmemorativo del 80.º cumpleaños de Bennett. En septiembre, volvieron a interpretarla para el especial televisivo Tony Bennett: An American Classic, dirigido por Rob Marshall, donde su dueto abrió el programa. Ese mismo año, Streisand dejó su retiro de los escenarios para recaudar fondos en beneficio de las causas apoyadas por la Fundación Streisand. Streisand: The Tour comenzó el 4 de octubre en el Wachovia Center de Filadelfia y finalizó el 20 de noviembre en el Staples Center de Los Ángeles, con Il Divo como invitado especial. La gira fue un éxito de crítica y rompió récords de recaudación en la mayoría de los conciertos. En 2007, el tour se extendió a Suiza, Austria, Alemania, Francia, Irlanda y el Reino Unido, con la participación de actores y cantantes de Broadway, logrando la misma acogida positiva.
En septiembre de 2009, ofreció un concierto íntimo en el Village Vanguard de Nueva York. Esta presentación fue grabada y lanzada en DVD bajo el título One Night Only: Barbra Streisand and Quartet at The Village Vanguard. Ese mismo año, publicó el álbum Love Is the Answer, producido por Diana Krall, que alcanzó el primer puesto en las listas UK Albums Chart y Billboard 200. Con este logro y el de Partners (2014), Streisand se convirtió en la única artista en encabezar la lista Billboard 200 al menos una vez en seis décadas consecutivas.
Entre sus lanzamientos posteriores destacan los álbumes en vivo Back to Brooklyn (2013) y Barbra: The Music... The Mem’ries... The Magic! (2017), este último grabado en Miami durante su última gira hasta la fecha.
Para 2016, Streisand se consolidó como la cantante femenina con más discos vendidos en Estados Unidos, solo superada por The Beatles, Garth Brooks y Elvis Presley, y encima de artistas como The Rolling Stones, Bruce Springsteen y Madonna.Entre sus últimos trabajos hasta 2022 se encuentran Release Me, What Matters Most, Back to Brooklyn, Partners (una colección de dúos con intérpretes masculinos), Walls y Release Me 2.

## Carrera en el cine

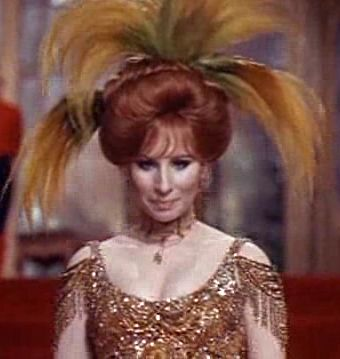
Streisand en la película Hello, Dolly! (1969)

Streisand debutó en el cine en 1968 en la película Funny Girl, adaptación del musical que ella misma había protagonizado en Broadway en 1964, donde interpretó a Fanny Brice. El papel la hizo acreedora del premio Óscar por "Mejor Actriz", compartiéndolo con Katharine Hepburn por El león en invierno, la primera vez en la historia que se producía un empate en esta categoría. A esa presentación le siguieron Hello Dolly! (1969) y On a Clear Day You Can See Forever (1970), películas musicales que también recibieron críticas mayoritariamente positivas de diversas fuentes. Por su trabajo en Hello Dolly! fue nominada al Globo de oro por "Mejor actriz - Comedia o musical".
En 1970, protagonizó la comedia The Owl and the Pussycat dirigida por Herbert Ross, al lado de George Segal, Robert Klein y Evelyn Lang, también con gran éxito de crítica y taquilla. Por su interpretación recibió una nueva candidatura al Globo de oro por "Mejor actriz - Comedia o musical". En 1969 funda, junto a Paul Newman y Sidney Poitier, la productora First Artists, con el objeto de garantizar la realización de proyectos que los grandes estudios hubieran rechazado. En 1971 se unió Steve McQueen y en 1976 Dustin Hoffman.
En 1972 protagoniza junto a Ryan O'Neal la alocada comedia de Peter Bogdanovich "¿Qué pasa, doctor?" (What's Up, Doc?), que se ha convertido en un clásico de las comedias estadounidenses. Obtuvo un enorme éxito en la crítica, y aumentó su legión de seguidores.
En 1972 formaliza su propia productora Barwood Films y bajo los auspicios de, la también su empresa, Firsts Artists rueda Up the Sandbox dirigida por Irvin Kershner, película que resultó ser un fracaso comercial pero que es un film de culto para admiradores de Streisand por lo inusual en una estrella de su calibre y donde interpreta a la perfección a una simple ama de casa cuya falta de realización personal le hace vivir fantasías.
Su trabajo en 1973 en el drama romántico "Tal como éramos" (The Way We Were) junto a Robert Redford y dirigida por Sydney Pollack, le proporcionó un gran éxito de crítica y una segunda nominación al Óscar. La estupenda banda sonora de Marvin Hamlish alcanzó el número 20 y el álbum publicado en febrero de 1974 con el mismo título y con temas de Stevie Wonder, Carole King, Paul Simon, Michel Legrand, etc, catapultó a Streisand nuevamente hasta el número 1.
En 1974 rueda ¿Qué diablos pasa aquí? (For Pete's Sake!) dirigida por Peter Yates. Una comedia de enredo de bastante éxito en el verano de ese año.
En 1975 presenta Funny Lady (secuela de Funny Girl), junto a James Caan, dirigida por Herbert Ross y producida por Ray Stark. La película también fue un éxito, y la banda sonora llegó hasta el número 6.

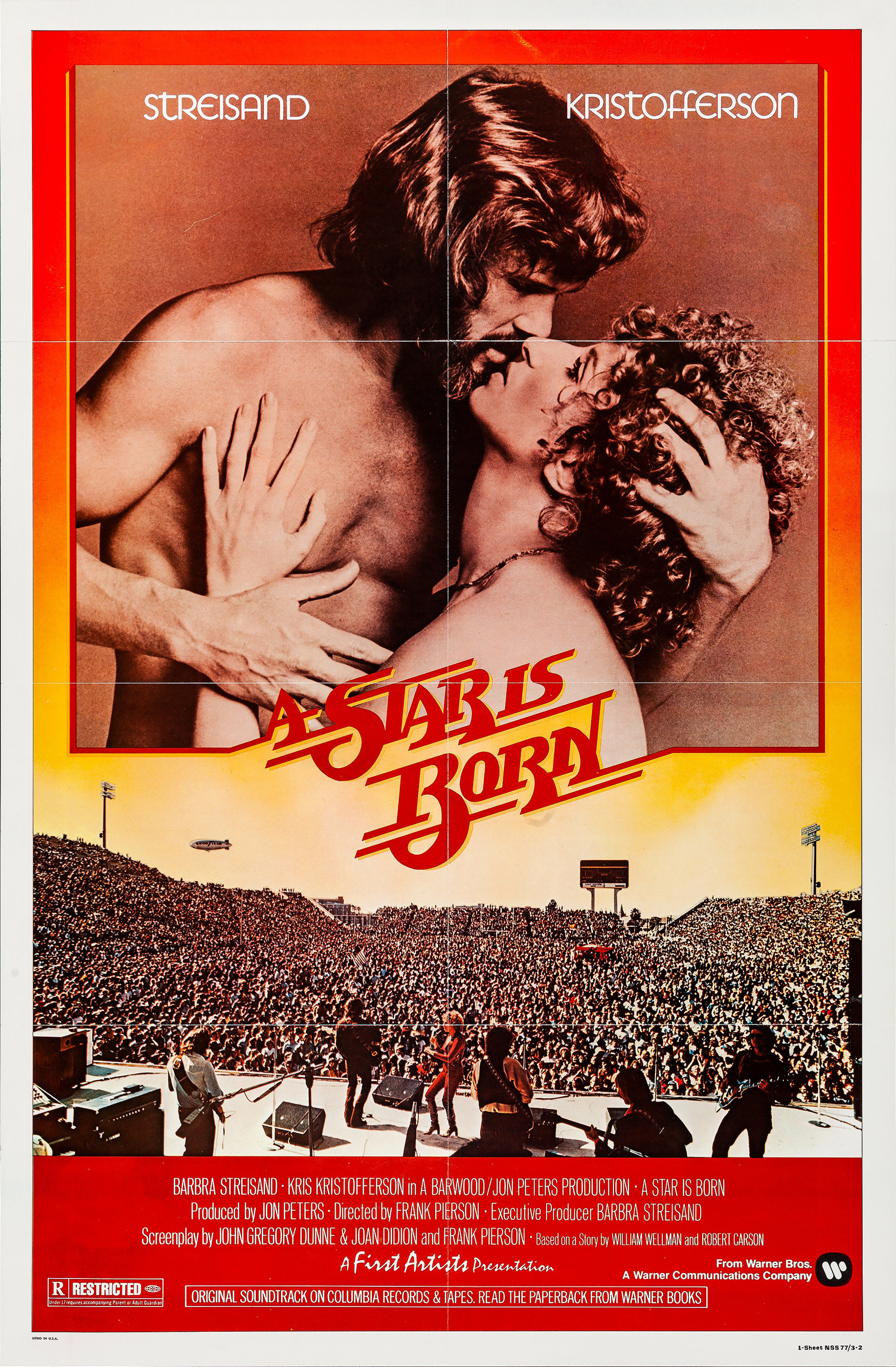
Póster de A Star Is Born (1976), que Barbra Streisand coprotagoniza con Kris Kristofferson

Ha nacido una estrella se convirtió en la película más taquillera en la carrera de Streisand como protagonista. Fue la segunda película en el Box Office de ese año, después de Rocky. El filme mostraba a una Streisand sexy y moderna además de tener un control sin precedentes detrás de la cámara como productora ejecutiva. Barbra recibe su segundo Óscar, esta vez como compositora de Evergreen como Mejor Canción Original, convirtiéndose en la primera mujer en la historia en recibir este premio. El disco con las canciones de la película resultó ser un bombazo, alcanzando el número 1 de Billboard además de ser la banda sonora más vendida de la historia hasta ese momento.
"The Main Event" se rodó y se presentó en 1979. Es una comedia protagonizada por Barbra Streisand y Ryan O'Neal, y dirigida por Howard Zieff. Aunque mal recibida por la crítica se situó entre las diez películas más taquilleras del año. La banda sonora alcanzó el número 20 de la lista. El sencillo llegó al número 3, y el maxisencillo de más de 11 minutos fue un éxito en las pistas de baile.
En el ámbito cinematográfico, entre 1969 y 1980, Streisand figuró en el Top 10 Box Office en 10 ocasiones, destacándose frecuentemente como la única mujer en la lista.
En 1983 produjo, dirigió, escribió y protagonizó Yentl, experiencia que posteriormente repetiría en El príncipe de las mareas (The Prince of Tides, 1991) y El amor tiene dos caras (The Mirror Has Two Faces, 1996). Steven Spielberg calificó Yentl de obra maestra ("uno de los debuts más dinámicos en la dirección desde el "Ciudadano Kane" de Welles") y muchos críticos alabaron la película, pero la Academia ignoró a la nueva directora a la hora de las candidaturas a los premios Óscar más importantes (fue nominada a 5 premios menores, ganando solamente el de Mejor Banda Sonora).
Años después, se produjo una gran controversia cuando "El príncipe de las mareas" obtuvo siete candidaturas para varias categorías, incluida la de mejor película y, sin embargo, Streisand no fue nominada como mejor directora. Algunas opiniones lo achacaron a su bien conocido temperamento duro e intransigente, mientras otros pensaban que Hollywood la castigaba por ser mujer, ya que de haber sido hombre, incluso con el mismo temperamento, se lo hubieran concedido.
Barwood Films ha producido también varios dramas para la televisión. El primero de ellos, "Serving In Silence: The Margarethe Cammermeyer Story", fue galardonado con tres premios Emmy en 1995.

## Vida privada y convicciones

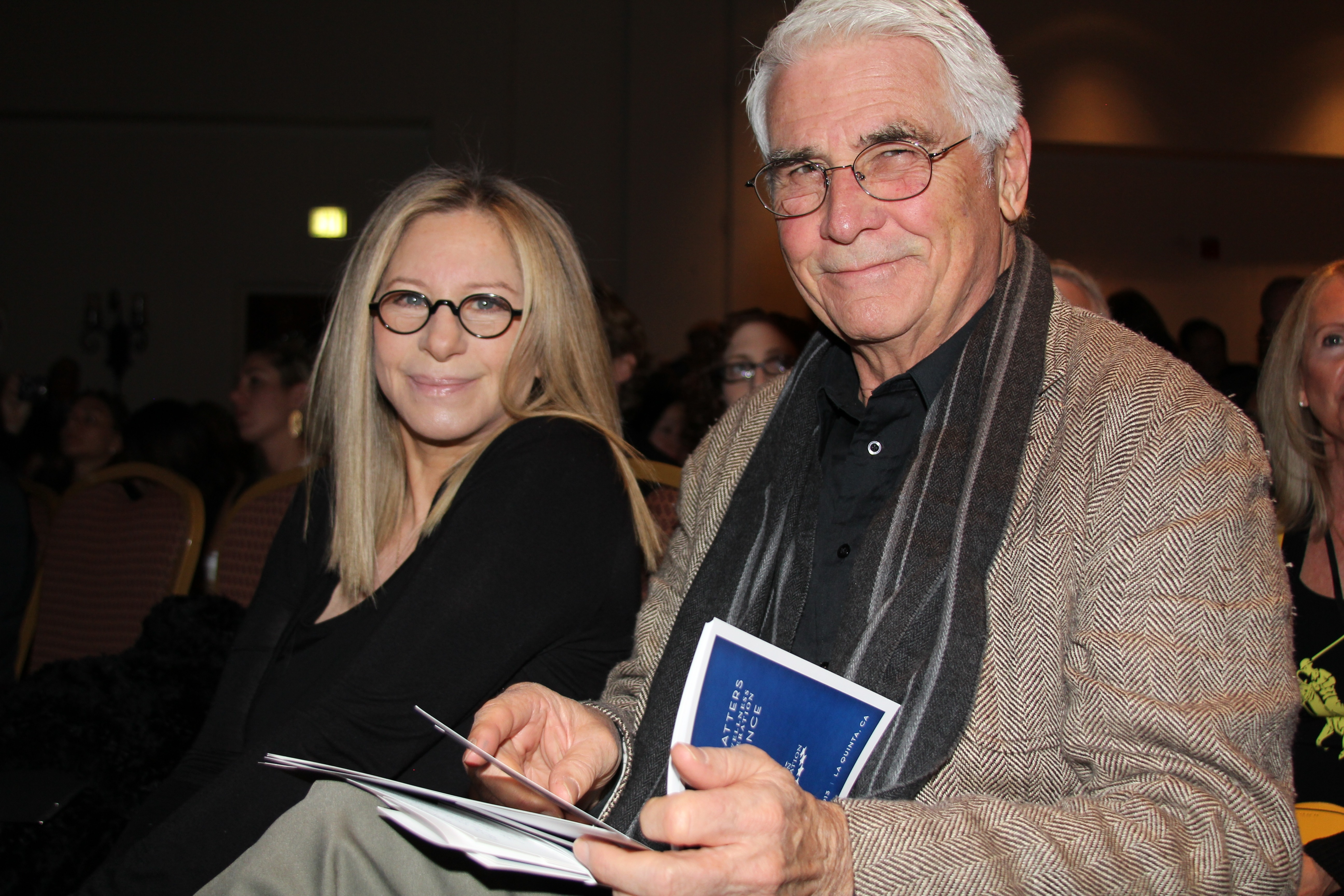
Barbra Streisand y James Brolin en la conferencia "Health Matters" de Clinton en La Quinta, California.

Estuvo casada con el actor Elliott Gould de 1963 a 1971, con quien tuvo su único hijo, Jason Gould (que hace el papel de su hijo también en El príncipe de las mareas). Streisand también es conocida por haber mantenido sonoros romances con Ryan O'Neal, Tom Smothers, Warren Beatty, Jon Voight, Pierre Trudeau (Primer ministro de Canadá), Omar Sharif, Don Johnson, Steve McQueen, Kris Kristofferson, Peter Jennings, y Richard Baskin entre otros.
Mantuvo también una larga relación (1974-1982) con el peluquero convertido luego en productor de cine Jon Peters. No obstante, se le han atribuido numerosos falsos romances, siendo el del tenista Andre Agassi el más sonado, a pesar de que nunca fue confirmado y siempre fue negado por ambos. Desde el 1 de julio de 1998 está casada con el actor y también director James Brolin. Curiosamente sus dos maridos coincidieron en 1970 en la famosa película Capricornio Uno.
Streisand es conocida por su franca orientación política liberal y progresista, y es una activa defensora de sus ideas dentro del Partido Demócrata. Es asimismo una firme defensora de la causa de Israel, y en junio de 2013 concurrió especialmente invitada a la celebración de 90.º aniversario de Shimon Peres.
Su fuerte y marcada personalidad la han convertido en un símbolo para sus admiradores. Esto fue cariñosamente satirizado en la serie de Mike Myers "Linda Richman", serie de sketches humorísticos en directo, emitidos los sábados por la noche, en la que la misma Streisand hizo una aparición sorpresa.
A lo largo de los años, Barbra ha sido una fuerte recaudadora de fondos para causas sociales como la lucha contra el sida, la educación, la protección de las minorías étnicas y defensa del medio ambiente. Sus ideas sobre la posición de los artistas a la hora de participar en el proceso político quedaron reflejadas en su discurso en la Universidad Harvard "El Artista Como Ciudadano", reproducido íntegramente por el New York Times y el Washington Post. También ha sido reconocida con un Doctorado Honorario en Artes y Humanidades por la Universidad de Brandeis. En febrero de 2001 le fue concedido el premio del Instituto Americano del Cine por su trabajo como directora, actriz, guionista, productora y compositora. Ha recibido también la Medalla Nacional de las Artes concedida por el gobierno de los Estados Unidos y el gobierno de Francia la ha condecorado con la Orden de las Artes y las Letras y más recientemente, en 2007, como Oficial de la Legión de Honor. En el 2008, Barbra recibió un homenaje y una medalla del Kennedy Center Honors debido a sus colaboraciones al arte durante su larga y exitosa trayectoria.

## Discografía

### Álbumes de estudio
- 1963: The Barbra Streisand Album
- 1963: The Second Barbra Streisand Album
- 1964: The Third Album
- 1964: People
- 1965: My name is Barbra
- 1965: My name is Barbra, Two...
- 1966: Color me Barbra
- 1966: Harold sings Arlen (with Friend)
- 1966: Je m'appelle Barbra
- 1967: Simply Streisand
- 1967: A Christmas Album
- 1968: What about today?
- 1971: Stoney end
- 1971: Barbra Joan Streisand
- 1973: Barbra Streisand ... and Other Musical Instruments
- 1974: The Way We Were
- 1974: ButterFly
- 1975: Lazy afternoon
- 1976: Classical Barbra
- 1977: Streisand Superman
- 1978: Songbird
- 1979: Wet
- 1980: Guilty
- 1984: Emotion
- 1985: The Broadway Album
- 1988: Till I koved you
- 1993: Back to Broadway
- 1997: Higher Ground
- 1999: A love like ours
- 2001: Christmas Memories
- 2003: The Movie Album
- 2005: Guilty Pleasures
- 2009: Love Is the Answer
- 2011: What Matters Most
- 2014: Partners
- 2016: Encore: Movie Partners Sing Broadway
- 2018: Walls

### Bandas sonoras y cast álbumes
- 1962: I Can Get It For You Wholesale
- 1962: Pins And Needles
- 1964: “Funny Girl” / Original Broadway Cast
- 1968: “Funny Girl: Original Soundtrack” Recording
- 1969: Hello Dolly: Original Motion Picture Soundtrack
- 1970: On A Clear Day You Can See Forever
- 1971: The Owl & The Pussycat [Comedy Highlights & Music from the Soundtrack]
- 1974: The Way We Were: Original Soundtrack Recording
- 1975: Funny Lady: Original Soundtrack Recording
- 1976: A Star is Born
- 1979: The Main Event: Music From The Original Motion Picture Soundtrack
- 1983: Yentl: Original Motion Picture Soundtrack
- 1987: “Nuts” — Original Score From the Motion Picture
- 1991: The Prince of Tides: Original Motion Picture Soundtrack
- 1996: The Mirror Has Two Faces: Music From the Motion Picture

### Álbumes en directo
- 1968: A Happening in Central Park
- 1972: Live Concert at the Forum
- 1987: One Voice
- 1994: Barbra: The Concert
- 1995: Barbra: The Concert—Highlights
- 2000: Timeless, Live in Concert
- 2007: Streisand: Live in Concert 2006
- 2010: One Night Only: Barbra Streisand & Quartet at the Village Vanguard
- 2013: Back to Brooklyn
- 2017: Barbra: The Music ... The Mem’ries ... The Magic!

### Álbumes de éxitos, recopilaciones y retrospectivas
- 1970: Barbra Streisand's Greatest Hits
- 1979: Barbra Streisand's Greatest Hits Volume 2
- 1981: Memories
- 1989: A Collection: Greatest Hits and More
- 1991: Just For the Record
- 1992: Highlights From Just for the Record...
- 2002: Duets
- 2002: The Essential Barbra Streisand
- 2008: The Essential Barbra Streisand 3.0
- 2010: Barbra The Ultimate Collection
- 2012: Release Me
- 2021: Release Me 2
- 2023: Evergreens: Celebrating Six Decades on Columbia Records

## Filmografía
| Año  | Película                           | Papel                           |
| ---- | ---------------------------------- | ------------------------------- |
| 1968 | Funny Girl                         | Fanny Brice                     |
| 1969 | Hello, Dolly!                      | Dolly Levi                      |
| 1970 | On a clear day you can see forever | Daisy Gamble / Melinda Tentrees |
| 1970 | The owl and the pussycat           | Doris                           |
| 1972 | What's Up, Doc?                    | Judy Maxwell                    |
| 1972 | Up the sandbox                     | Margaret Reynolds               |
| 1973 | The Way We Were                    | Katie Morosky                   |
| 1974 | For Pete's sake                    | Henrietta 'Henry' Robbins       |
| 1975 | Funny Lady                         | Fanny Brice                     |
| 1976 | A Star Is Born                     | Esther Hoffman                  |
| 1979 | The main event                     | Hillary Kramer                  |
| 1981 | All Night Long                     | Cheryl Gibbons                  |
| 1983 | Yentl                              | Yentl / Anshel                  |
| 1987 | Nuts                               | Claudia Draper                  |
| 1991 | El príncipe de las mareas          | Susan Lowenstein                |
| 1996 | The Mirror Has Two Faces           | Rose Morgan                     |
| 2004 | Meet the Fockers                   | Rozalin Focker                  |
| 2010 | Little Fockers                     | Rozalin Focker                  |
| 2012 | The Guilt Trip                     | Joyce Brewster                  |

### Como directora
- Yentl (1983)
- El príncipe de las mareas (1991)
- The Mirror Has Two Faces (1996)

## Televisión

### Especiales para televisión
| Año  | Programa de Televisión                                | Papel                  | Notas                                                                                  |
| ---- | ----------------------------------------------------- | ---------------------- | -------------------------------------------------------------------------------------- |
| 1965 | My Name is Barbra                                     | Ella misma             |                                                                                        |
| 1966 | Color Me, Barbra                                      | Ella misma             |                                                                                        |
| 1967 | The Belle of 14th Street                              | Ella misma             |                                                                                        |
| 1968 | A Happening in Central Park                           | Ella misma             |                                                                                        |
| 1973 | Barbra Streisand... and Other Musical Instruments     | Ella misma             |                                                                                        |
| 1975 | Funny Girl to Funny Lady                              | Ella misma/Fanny Brice | Presentación de la película 'Funny Lady' - Entrevista/Actuación en directo             |
| 1976 | Barbra: With One More Look at You                     | Ella misma             | Documental sobre el proceso creativo y el rodaje de 'A Star Is Born'                   |
| 1983 | A Film Is Born: The Making of 'Yentl'                 | Ella misma             | Documental sobre el rodaje de 'Yentl'                                                  |
| 1986 | Putting it Together: The Making of The Broadway Album | Ella misma             | También arreglista, productora ejecutiva y directora                                   |
| 1987 | One Voice                                             | Ella misma             | También productora ejecutiva                                                           |
| 1994 | Barbra Streisand: The Concert                         | Ella misma             | También diseñadora de vestuario, directora de escena, creadora, productora y directora |
| 2000 | Barbra Streisand: Timeless                            | Ella misma             | También productora y directora                                                         |
| 2004 | Barbra Streisand: Live at the MGM Grand (1993/4)      | Ella misma             | También diseñadora de vestuario, directora de escena, creadora, productora y directora |
| 2009 | Barbra Streisand: Live in Concert                     | Ella misma             | También diseñadora de vestuario, directora de escena, creadora, productora y directora |
| 2013 | "Back to Brooklyn"                                    | Ella misma             | También creadora, directora de escena, productora y directora                          |
| 2017 | Barbra: The Music, The Mem'ries, The Magic            | Ella misma             | También creadora, directora de escena, productora y directora                          |

## Teatro
| Fecha                   | Obra                               | Teatro                             | Papel                                                                |
| Verano 1957             | The Teahouse of the August Moon    | Malden Bridge Playhouse            | Niña japonesa                                                        |
| Verano 1957             | Desk Set                           | Malden Bridge Playhouse            | Elsa                                                                 |
| Verano 1957             | Pícnic                             | Malden Bridge Playhouse            | Millie Owens                                                         |
| Invierno de 1957/58     | Purple Dust                        | Cherry Lane Theatre                | Asistente de director de escena                                      |
| Verano de 1958          | Tobacco Road                       | Clinton Playhouse                  | Elli May                                                             |
| Enero-febrero de 1959   | Driftwood                          | Garret Theatre                     | Lorna                                                                |
| Verano de 1959          | Separate Tables                    | Cecilwood Theatre                  | ?                                                                    |
| 08.-10.05.1960          | The Insect Comedy                  | Jan Hus Theatre                    | Apatura Clythia, Segunda Mariposa, Primera Hormiga y Segunda Polilla |
| 16.-30.08.1960          | The Boyfriend                      | Cecilwood Theatre                  | Hortense                                                             |
| 21.10.1961              | Another Evening with Harry Stoones | Gramercy Arts Theatre              | Varios personajes                                                    |
| 22.03.-09.12.1962       | I Can Get It For You Wholesale     | Shubert Theatre y Broadway Theatre | Miss Marmelstein                                                     |
| 26.03.1964 - 26.12.1965 | Funny Girl                         | Winter Garden Theatre              | Fanny Brice                                                          |
| 13.04.-16.07.1966       | Funny Girl                         | Prince of Wales Theatre            | Fanny Brice                                                          |

## Premios y honores
Tiene varios premios de ventas Billboard y certificaciones RIAA.
En noviembre de 2015, es galardonada junto con Gloria Estefan, Emilio Estefan y Steven Spielberg con la Medalla Presidencial de la Libertad máximo reconocimiento civil de Estados Unidos.

## Apariciones en directo, actuaciones y giras
La gran mayoría de las actuaciones en vivo de Barbra Streisand se produjeron en los años 60; antes y durante sus primeras apariciones cinematográficas. Cantar en público se convirtió en incómodo para ella y virtualmente cesó sus actuaciones a mediados de los 70, a excepción de conciertos benéficos. Barbra regresó triunfante al circuito de los conciertos y de las giras en 1994 en lo que los medios llamaron "The Tour of the Century". En el año 2000, su espectáculo "Timeless" debutó en Las Vegas para después ir a Australia, Los Ángeles y Nueva York. Barbra volvió con una nueva gira que le llevó a 20 ciudades Norteamericanas en 2006 y a 10 europeas en 2007. En 2012-2013 con su gira  "Streisand" actuó en 10 ciudades de Norteamérica y en 2013 visitando 5 ciudades entre Europa e Israel. Su última gira fue en 2016–2017 bajo el título "Barbra: The Music, The Mem'ries, The Magic".

### Giras
| Año       | Título                                     | Continentes              | Recaudación    | Total audiencia |
| --------- | ------------------------------------------ | ------------------------ | -------------- | --------------- |
| 1966      | An Evening with Barbra Streisand Tour      | Norteamérica             | $480,000       | 67,500          |
| 1993–1994 | Barbra Streisand in Concert                | Norteamérica y Europa    | $50 million    | 400,000         |
| 1999–2000 | Timeless                                   | Norteamérica y Australia | $70 million    | 200,000         |
| 2006–2007 | Streisand                                  | Norteamérica y Europa    | $119.5 million | 425,000         |
| 2012–2013 | Barbra Live                                | Norteamérica y Europa    | $66 million    | 254,958         |
| 2016–2017 | Barbra: The Music, The Mem'ries, The Magic | Norteamérica             | $53 million    | 203,423         |

## Apariciones en radio
Al igual que ocurría con la televisión, al principio de su carrera Barbra solía aparecer como "invitada". Con la popularidad, se hacían programas especiales de radio para publicitar su último trabajo como cantante, actriz o directora. También son relativamente frecuentes sus intervenciones para las causas que defiende.